# Fuchsia tincta
Fuchsia tincta är en dunörtsväxtart som beskrevs av Ivan Murray Johnston. Fuchsia tincta ingår i släktet fuchsior, och familjen dunörtsväxter. Inga underarter finns listade i Catalogue of Life.